# Вісенте Кантаторе
Вісенте Кантаторе (ісп. Vicente Cantatore, нар. 6 жовтня 1935, Росаріо — 15 січня 2021) — аргентинський та чилійський футболіст, що грав на позиції півзахисника. По завершенні ігрової кар'єри — тренер.

## Ігрова кар'єра
У дорослому футболі дебютував виступами за команду «Тальєрес», після цього грав за клуби «Сан-Лоренсо» та «Тігре», але закріпитись в аргентинському футболі не зумів
1960 року Кантаторе покинув Аргентину і відправився у Чилі, ставши гравцем «Рейнджерса» (Талька), а у 1963 році перейшов у «Сантьяго Вондерерз», що заплатив за гравця 80 мільйонів ескудо. Відіграв за команду з Вальпараїсо наступні вісім сезонів своєї ігрової кар'єри, вигравши чемпіонський титул в 1968 році.
Завершив професійну ігрову кар'єру у клубі «Депортес Консепсьйон», за який виступав протягом 1971—1973 років.

## Кар'єра тренера
Розпочав тренерську кар'єру невдовзі по завершенні кар'єри гравця, 1975 року, очоливши тренерський штаб клубу «Депортес Консепсьйон». Після цього працював з кількома іншими місцевими клубами, останнім з яких був «Кобрелоа». З ним Кантаторе у першому ж сезоні виграв чемпіонат Чилі, а вв1981 році закінчив сезон на другому місці і вийшов у фінал Кубка Лібертадорес, де «Кобрелоа» була переможена бразильцями з «Фламенго». У 1982 році клуб знову виграв чемпіонат Чилі і брав участь у фіналі Кубка Лібертадорес. Цього разу чилійці поступились уругвайському «Пеньяролю». Протягом останніх двох сезонів в клубі Кантаторе показував не такі хороші результати: в 1983 році його команда закінчила на другому місці, а в 1984 році досягла лише четверте місце.
Тим не менш результати Кантаторе дозволили переконати чилійську федерацію футболу в 1984 році запросити Вісенте очолити збірну Чилі. В товариському матчі проти Мексики (1:0) 28 жовтня в Сантьяго-де-Чилі Кантаторе дебютував як тренер збірної. Однак ця гра так і залишилась єдиною в кар'єрі тренера, оскільки через розбіжності з керівництвом федерації він відмовився від посади.
У 1985 році Кантаторе переїхав в Європу, щоб очолити іспанський «Реал Вальядолід», який з перервою очолював до 1989 року. Головними досягненнями цього періоду стало відкриття у складі команди «Б» майбутньої іспанської зірки Фернандо Єрро, а також виведення клубу у фінал Кубку Іспанії у останньому сезоні 1988/89.
1989 року став головним тренером іншої іспанської команди «Севільї». У перший сезон андалузький клуб витратив великі суми на покупку досить відомих футболістів. У числі «придбань» були Ерреро, Прієто, до команди приєдналися Посо і Паскуаль. Перші матчі показали ефективність обраного тренером курсу, оскільки команда з першого разу зайняла шосте місце і кваліфікувалась до Кубка УЄФА, хоча значною мірою цьому допоміг не новий гравець, а Тоні Польстер, що забив 33 голи. Однак іспанський клуб не зміг пройти другий етап змагань через невдалий матч, проведений в Москві зі столичним «Торепедо» (0:2). У результаті, закінчивши той сезон на восьмому місці, Кантаторе вирішив покинути пост наставника «Севільї».
Після цього Кантаторе повернувся до Чилі, де очолив «Універсідад Католіка». Зі столичним клубом Кантаторе виграв в 1991 році Кубок Чилі, перемігши свою колишню команду «Кобрелоа». На додаток він також виграв Лігілью Чилі (офіційний турнір, який визначав учасників країни у Кубку Лібертадорес) і зайняв третє місце в чемпіонаті.
1999 року став головним тренером команди «Росаріо Сентраль», клубу зі свого рідного міста. Але як і у статусі гравця, тренером у Кантаторе в аргентинському футболі закріпитись не вдалось і він пішов в відставку з поста після поразки від «Хімнасії і Есгріми» та повернувся до Чилі, очоливши чемпіона крани «Коло-Коло». Тим не менш команда виступила вкрай невдало у Кубку Лібертадорес 1994 року, вилетівши вже у 1/8 фіналу від колумбійського «Хуніора Барранкілья», після чого Кантаторе в листопаді був звільнений.
Того ж року Вісенте повернувся до роботи в Іспанії, очолювши тренерський штаб клубу «Тенерифе» і ставши наступником свого співвітчизника Хорхе Вальдано, який приєднався до «Реал Мадрида». У Ла Лізі сезону 1994/95 «Тенерифе» виступив невдало, зайнявши лише п'ятнадцяте місце в таблиці і лише злегка уник зони вильоту, тому Кантаторе в кінці сезону змушений був покинути клуб.
Влітку 1996 року Кантаторе втретє у своїй кар'єрі очолив «Реал Вальядолід» і у сезоні 1996/97 років став з ним сьомим у Ла Лізі. На початку наступного сезону, 16 вересня 1997 року, латиноамериканського наставника відправили у відставку. На той момент клуб програв три з трьох матчів нового чемпіонату. Це рішення викликало полеміку серед вболівальників клубу, а фахівцям довелося констатувати, що цей крок позначив кінець кращої пори клубу.
У грудні 1997 року став головним тренером португальського «Спортінга», проте вже через двадцять днів звільнився з посади через особисті причини.
Влітку 1998 року був запрошений керівництвом клубу «Реал Бетіс» очолити його команду, але вже в жовтні пішов у відставку після поразки від «Валенсії» (1:5). В той же час він оголосив про свій намір закінчити свою кар'єру тренера. Тим не менш 12 червня 2000 року Кантаторе підписав контракт зі «Спортінгом» (Хіхон), яким він керував до своєї відставки 16 січня 2001 року, після чого остаточно завершив тренерську діяльність, незважаючи на той факт, що він отримав деякі пропозиції від таких клубів, як «Сампдорія» та «Крус Азул».

## Титули і досягнення

### Як гравця
- Чемпіон Чилі (1):

«Сантьяго Вондерерз»: 1968

### Як тренера
- Чемпіон Чилі (2):

«Кобрелоа»: 1980, 1982

### Особисті
- Тренер року в Іспанії[en] за версією Don Balón: 1996—97